# Hardekanut
Hardekanut (ang. Harthacanute, także Hardicanute, Hardecanute, duń. Hardeknud), Knut Surowy, (ur. 1018, zm. 8 czerwca 1042 w Lambeth) – król Anglii i Danii, syn Knuta Wielkiego i jego żony Emmy, córki Ryszarda I Nieustraszonego, księcia Normandii.

## Życiorys
Urodził się w Anglii, ale wcześnie został wysłany do Danii, gdzie został wyznaczony spadkobiercą ojca. W 1026 roku jego opiekun, jarl Ulf, ogłosił go królem, jednak Hardekanut nie sprawował realnej władzy do 1035 roku, kiedy to po śmierci ojca został królem Danii. Niedługo później zbuntowała się Norwegia. Jej nowy król, Magnus I Dobry, sprzymierzył się ze szwedzkim monarchą, Anundem Jakubem i wspólnymi siłami zaatakowali Danię. Hardekanutowi udało się odeprzeć ten najazd. W latach 1038 i 1039 zawarł on dwa układy z Magnusem, w których obaj królowie stanowili, że po bezpotomnej śmierci jednego z nich, drugi dziedziczy jego królestwo.
Tymczasem Hardekanuta zaczęły pochłaniać sprawy angielskie. Po śmierci ojca został tam okrzyknięty królem, ale sprawy duńskie sprawiły, że nie mógł osobiście udać się na Wyspy, gdzie jego sprawy broniła jego matka, królowa-wdowa Emma. Konkurentem do tronu był przyrodni brat Hardekanuta, syn Knuta Wielkiego z nieprawego łoża, Harold I Zajęcza Stopa. Został on uznany przez Anglosasów regentem królestwa, ale jego ambicje były większe. Królowa Emma próbowała mu się zbrojnie przeciwstawić, ale poniosła klęskę i musiała uciekać do Flandrii. W 1037 r. Harold został uznany królem Anglii.
Po zawarciu traktatów z Magnusem Norweskim Hardekanut skupił się na przygotowaniu inwazji na Anglię. W 1039 r. wypłynął z Danii i zatrzymał się w Brugii, gdzie przebywała jego matka. Do zbrojnego starcia obu konkurentów nie doszło, gdyż Harold zmarł bezpotomnie 17 marca 1040 r. Hardekanut wypłynął do Anglii i 17 czerwca przybył do Sandwich z flotą 62 okrętów. Powszechnie uznany królem rozkazał ekshumować zwłoki brata, odciąć im głowę i wrzucić do Tamizy.
Rządy Hardekanuta rychło stały się niepopularne, gdyż król pobierał wysokie podatki na opłacenie swojej licznej floty. Wywoływało to opór ludności. W 1041 r. ludność Worcester zabiła dwóch królewskich poborców. Hardekanut zareagował szybko i kazał spalić miasto. Z tego okresu pochodzi legenda o lady Godivie, która aby uwolnić miasto Coventry od wysokich podatków, przejechała nago przez miasto.
Kronikarze surowo oceniali rządy Hardekanuta. Kronika anglosaska stwierdza, że król nie dokonał niczego wspaniałomyślnego przez całe swoje panowanie. Ponadto zarzucano mu złamanie przysięgi, kiedy w 1041 r. kazał stracić earla Nortumbrii, Eadwulfa, któremu wcześniej przyrzekł bezpieczeństwo. W 1041 r. Hardekanut sprowadził z Normandii swojego przyrodniego brata, Edwarda, syna królowej Emmy z pierwszego małżeństwa, i uczynił go swoim następcą.
Król zmarł 8 czerwca 1042 r. Podczas uczty, którą wyprawił w Lambeth (był wielkim miłośnikiem ucztowania; podobno wydawał do pięciu uczt dziennie), wzniósł kielich do toastu, ale nagle zwalił się na ziemię w konwulsjach. Zmarł niedługo później. Nigdy się nie ożenił i nie pozostawił potomstwa. Jego następcą został Edward Wyznawca. Hardekanut został pochowany w Winchesterze.

## Genealogia
| 4. Swen Widłobrody         |  |                     |  |  |               |
|                            |  | 2. Knut Wielki      |  |  |               |
| 5. Świętosława             |  |                     |  |  |               |
|                            |  |                     |  |  | 1. Hardekanut |
| 6. Ryszard I Nieustraszony |  |                     |  |  |               |
|                            |  | 3. Emma z Normandii |  |  |               |
| 7. Gunnor                  |  |                     |  |  |               |
|                            |  |                     |  |  |               |